# 青木万央
青木 万央（あおき まお、1969年9月6日 - ）は、日本の脚本家。

## 経歴
- 1969年 岐阜県に生まれる。
- 1992年 金沢美術工芸大学工業デザイン専攻を卒業し、大手家電メーカーに入社。プロダクトデザイナーとして活躍。
- 2001年 脚本家への転身を目指し退社。後、シナリオ・センター大阪校で修業
- 2003年「函館イルミナシオン映画祭第7回シナリオ大賞長篇部門」にて準グランプリを受賞。

以降、映画、ドラマ、舞台、マンガ原作、ラジオ、ドキュメンタリーなど広いジャンルで活動。また、自身が美大出身の元デザイナーであることから美術を担当したこともある。　　

## 作品リスト

### 映画
- 「貝の耳」（2003年・美術）
- 「マスター・オブ・サンダー　決戦!封魔龍虎伝」（2006年・脚本）
- 「100シーンの恋 Vol.1〜3」（2008〜2009年・脚本）
- 「豆腐小僧双六道中ふりだし」（2011年・脚本）

### テレビドラマ
- 「オルトロスの犬」（2009年・脚本（チーフ脚本家））TBS
- 「アイドル×戦士 ミラクルちゅーんず!」（2017年・脚本）テレビ東京

### ドキュメンタリー
- 「人生自分流 日本一のお手玉母ちゃん」（2002年・構成台本）NHK

### 舞台
- 「ミント」（2002年・脚本）文学座
- 「弁天堂顛末記〜春はぼたもち〜」（2007年・脚本）文学座
- 「Romeo＋Juliet＋Juliet ～ロミオとジュリエットとジュリエット～」（2008年劇作・脚本）文学座

### ラジオドラマ
- 「ウハウハ大放送 アニメストリート「星の降る夜に」」（2004年・RFラジオ日本）

### 小説
- 「100シーンの恋・第2弾ヒーロー編」（2008年・VOLTAGE）

### バラエティ
- 「いいはなシーサー」（2008年・テレビ朝日）
- 「やまだひさし音尾琢真の素晴らしい世界／スバセカ劇場「哀愁のハクションダー」」（2007年・北海道テレビ）

### マンガ原作
- 「転職予備校」ビッグコミックビジネス（2004年・小学館）